# Anisodes effeminata
Anisodes effeminata är en fjärilsart som beskrevs av Louis Beethoven Prout 1914. Anisodes effeminata ingår i släktet Anisodes och familjen mätare. Inga underarter finns listade i Catalogue of Life.